# Charimkotan
Charimkotan (in russo Харимкотан; in giapponese 春牟古丹島, Harimukotan-tō o 加林古丹, Karinkotan-tō) è un'isola russa che fa parte dell'arcipelago delle Isole Curili ed è situata tra il Mare di Ochotsk e l'Oceano Pacifico settentrionale. Amministrativamente fa parte del Severo-Kuril'skij rajon dell'oblast' di Sachalin, nel Circondario federale dell'Estremo Oriente. Il suo nome viene dalla lingua ainu e significa «villaggio dei molti Cardiocrinum». L'isola è disabitata.

## Geografia
Charimkotan si trova nella parte settentrionale delle isole Curili, a sud di Onekotan, da cui è separata dallo stretto di Krenicyn (пролив Креницына, proliv Krenicyna), largo 15 km. A sud-ovest, a 29 km, si trova l'isola di Šiaškotan, separata dallo stretto di Severgin. Charimkotan ha una forma ovale, con una lunghezza di 12 km e una larghezza di 8 km. La sua superficie è di 68 km². Sull'isola ci sono corsi d'acqua, e laghi d'acqua dolce (a est e a nord-ovest).

## Il vulcano
L'isola è costituita da uno stratovulcano dormiente, il Severgin (вулкан Севергина, vulcan Severgina), la cui altezza è di 1.145 m s.l.m., 1.157 m secondo altre fonti. Il monte è caratterizzato da due crateri vulcanici a forma di ferro di cavallo a causa di avvenuti crolli, prove dei quali possono essere viste sulle penisole ad est e nord-ovest, che sono state formate dai detriti. Ci sono registrazioni di eruzioni nel 1713, 1846, 1848(?), 1883, 1931; l'ultima eruzione risale al 1933 quando il crollo del cono del Severgin ha portato in mare una valanga di detriti che hanno causato uno tsunami, che ha raggiunto Paramušir e Onekotan causando la morte di due persone. Il percorso dei detriti è visibile nelle immagini satellitari.
Il vulcano ha preso il nome del mineralogista russo Vasilij Mihajlovič Severgin (Василий Михайлович Севергин, 1765-1826).

## Fauna e flora
Sull'isola ci sono volpi e piccoli roditori e sulla costa foche dagli anelli e leoni marini di Steller. La vegetazione è caratterizzata da macchie di Pinus pumila, Empetrum e lampone artico. Le coste sono ricche di Laminaria, una specie delle alghe brune.

## Storia
Charimkotan era abitata dal popolo degli Ainu al momento del contatto con gli europei, gli abitanti si sostenevano con la pesca e la caccia e coltivando i bulbi commestibili del Cardiocrinum. I resti del villaggio di Severgino sono visibili a nord dell'isola.
L'isola appare su una mappa ufficiale dei territori del clan Matsumae, un dominio feudale del periodo Edo in Giappone (1644), domini confermati ufficialmente dallo shogunato Tokugawa nel 1715. Successivamente la sovranità passò all'Impero russo, in base ai termini del Trattato di Shimoda nel 1855.
Nel 1875, la sovranità fu trasferita all'Impero giapponese con il Trattato di San Pietroburgo insieme al resto delle isole Curili. Amministrativamente l'isola faceva parte della sottoprefettura di Nemuro, nella prefettura di Hokkaidō.
Dopo la seconda guerra mondiale, l'isola passò sotto il controllo dell'Unione Sovietica e attualmente fa parte della Federazione Russa.

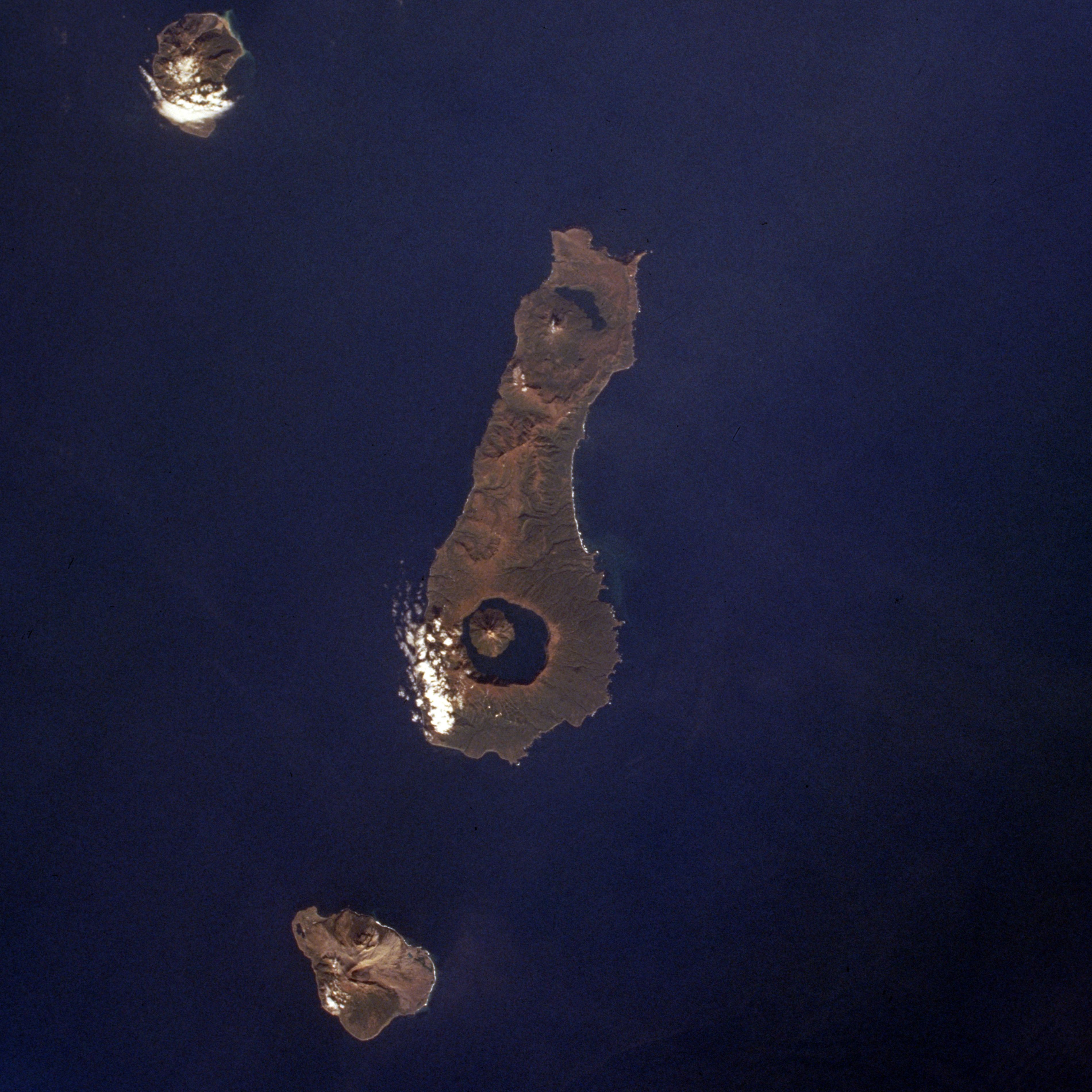
Onekotan (al centro), con Makanruši in alto a sinistra e Charimkotan in basso.